# Remanência

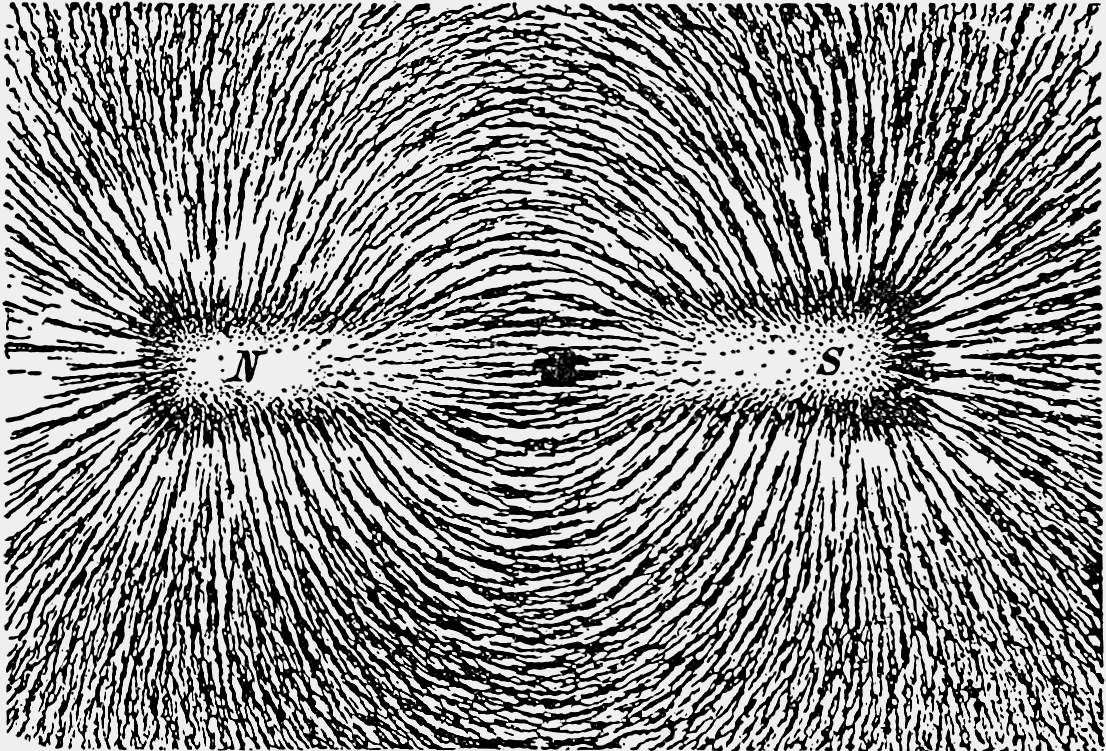
A limalha de ferro ilustra as direcções do campo magnético remanente numa barra de ferro após o termo da magnetização

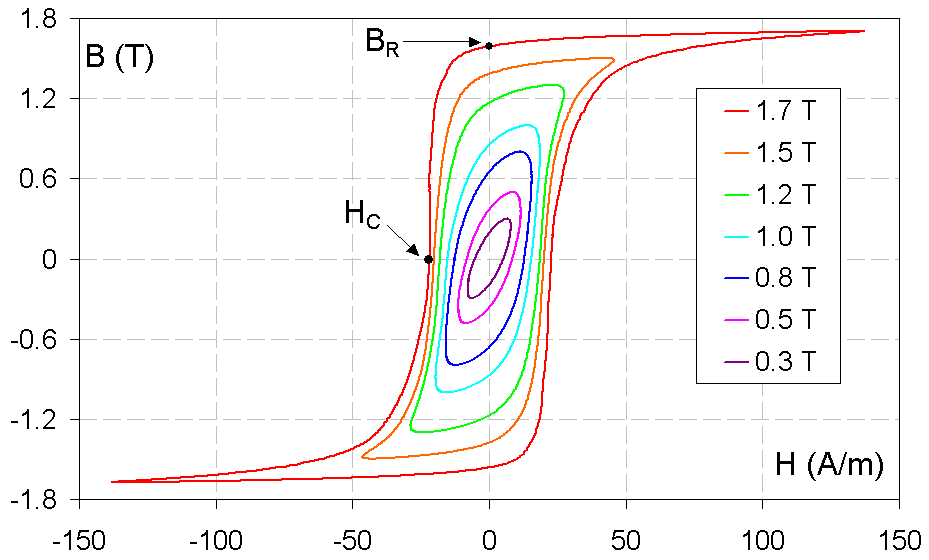
Uma família de curvas de histerese de um material de aço-silício de grão orientado (B_{R} denota a remanência e H_{C} a coercividade.

Remanência (também magnetização remanescente ou magnetismo residual) é a magnetização deixada num material ferromagnético após a remoção de um campo magnético externo. Coloquialmente, após "magnetizado" um íman mostra a remanência, pois é esta que explica a manutenção da magnetização após a remoção do campo externo que a induziu. A remanência de materiais magnéticos fornece a memória magnética em dispositivos de armazenamento magnético e está na base do paleomagnetismo, onde é usada como fonte de informação sobre o campo magnético da Terra no passado. A palavra «remanência» vem de «remanente + -ência», que significa «aquilo que permanece». Por vezes, o termo retentividade magnética é usado para designar a remanência medida em unidades de densidade de fluxo magnético.

## Descrição
O termo equivalente magnetização residual é geralmente usado em aplicações de engenharia. Em transformadores, motores elétricos e geradores, uma grande magnetização residual não é desejável (daí a existência de aço elétrico com baixa remanência) pois é uma contaminação. Por exemplo um magnetização remanescente num eletroíman após a corrente na bobina ser desligada é um efeito indesejável. Onde não for desejada, a magnetização remanente pode ser removida por desmagnetização (degaussing).

### Remanência de saturação
A definição padrão de remanência magnética é a magnetização que permanece na ausência de um campo magnético externo após a aplicação de um grande campo magnético (o suficiente para atingir a saturação magnética).
O efeito da curva de histerese magnética (loop de histerese) é medido usando instrumentos como um magnetómetro, sendo que a interceptação de campo zero é uma medida da remanência. Em física esta medida é convertida numa magnetização média (o momento magnético total dividido pelo volume da amostra) e denotada nas equações como Mr. Caso haja necessidade de distinguir o valor da remanência assim obtido de outros tipos de medição da remanência, usa-se a designação remanência de saturação ou remanência isotérmica de saturação (SIRM), denotado por Mrs.
Em aplicações de engenharia, a magnetização residual é geralmente medida usando um analisador B-H, que mede a resposta a um campo magnético AC (como na figura< ao lado). Isso é representado por um densidade de fluxo Br. Este valor de remanência é um dos parâmetros mais importantes que caracterizam os ímans permanentes, pois mede o campo magnético mais forte que podem produzir. Os ímans de neodímio, por exemplo, têm uma remanência aproximadamente igual a 1,3 teslas.

### Remanência isotérmica
Frequentemente, uma única medida de remanência não fornece informações adequadas sobre um íman. Por exemplo, as fitas magnéticas de gravação contêm um grande número de pequenas partículas magnéticas (ver armazenamento magnético), e essas partículas não são idênticas. Também os minerais magnéticos presentes em rochas podem ter uma ampla gama de propriedades magnéticas (ver magnetismo das rochas). Uma maneira de avaliar esses materiais é adicionar ou subtrair pequenos incrementos de remanência. Uma maneira de o fazer é primeiro proceder à desmagnetização do íman num campo gerado por uma corrente alternada (AC), e só depois aplicar e remover um campo H. Esta remanência, denotada por Mr(H), depende do campo aplicado, sendo designada por remanência inicial ou magnetização remanente isotérmica (IRM).
Outro tipo de IRM pode ser obtido dando primeiro ao íman uma remanência de saturação numa direção e depois aplicando e removendo um campo magnético na direção oposta. O valor assim obtido é chamado remanência de desmagnetização ou remanência de desmagnetização DC e é indicada por símbolos como Md(H), onde  H é a magnitude do campo. Outro tipo de remanência pode ser obtido desmagnetizando a remanência de saturação em um campo gerado por uma corrente alternada. O valor obtido é designado por remanência de desmagnetização AC ou remanência de desmagnetização de campo alternado e é indicado por símbolos como Maf( H).
No caso das partículas não interativas de domínio único, com anisotropia uniaxial, existem relações lineares simples entre as remanências.

### Remanência anistérica
Outro tipo de remanência laboratorial é a remanência anisterética ou magnetização remanente anisterética (ARM). Essa remanência é induzida pela exposição de do material a magnetizar a um grande campo alternado mais um pequeno campo de polarização gerado por uma corrente contínua (DC).
A amplitude do campo alternado é gradualmente reduzida a zero para obter uma magnetização anisterética, sendo depois o campo de polarização removido para obter a remanência. A curva de magnetização anistérica geralmente está próxima de uma média dos dois ramos do loop de histerese, e é assumida em alguns modelos para representar o estado de menor energia para um determinado campo.
Existem várias maneiras de medição experimental da curva de magnetização anistérica, com base em medidores de fluxo e desmagnetização polarizada por corrente contínua. A ARM também foi estudado devido à sua semelhança com o processo de gravação em algumas tecnologias de gravação magnética e à aquisição de magnetização natural remanente em rochas.

## Exemplos de remanência
A tabela seguinte apresenta a retentividade de alguns materiais (valores indicados em tesla (T) e gauss (G):
| Material                | Remanência                 | Referências   |
| ----------------------- | -------------------------- | ------------- |
| Íman de ferrite         | 0,35 T (3500 G)            | [ 15 ]        |
| Íman de samário-cobalto | 0,82–1,16 T (8200–11600 G) | [ 16 ]        |
| Íman de AlNiCo 5        | 1,28 T (12800 G)           |               |
| Íman de neodímio        | 1–1,3 T (10000–13000 G)    | [ 16 ]        |
| Aços                    | 0,9–1,4 T (9000–14000 G)   | [ 17 ] [ 18 ] |